# إصلاح التعليم في كنتاكي
لقد كان إصلاح التعليم أهم الموضوعات التي يتم تناولها لدى المسئولين الحكوميين والمواطنين في كنتاكي على مدار ما يزيد عن 20 عامًا. وقد تم تمرير أهم تشريع متعلق بالإصلاح في عام 1990، وأطلق عليه اسم قانون إصلاح التعليم في كنتاكي (KERA). وقد وضع هذا القانون ست مبادرات أساسية، من أهمها التركيز على المواد الرئيسية وخدمة المجتمع والكفاية الذاتية. وقد شهد التعليم في كنتاكي تحسينات فيما يتعلق بالمساواة في التمويل بين المدارس المختلفة، إلا أنه ما زال أمامه طريق طويل لكي يتسم بالمنافسة على الصعيد القومي فيما يتعلق بنتائجه التعليمية ومصادر الاختبار القياسية الموحدة.

## مدارس الامتياز التطوعية
من بين الخيارات القابلة للتطبيق والتي حصلت على القليل من الاهتمام إمكانية إنشاء مدارس الامتياز، خصوصًا في المناطق التي لا تحتوي إلا على أقل القليل فيما يتعلق بالفرص المتاحة من المدارس العامة. وتعرف وزارة التعليم الأمريكية مدارس الامتياز على أنها «مدارس عامة بدون رسوم دراسية يتم تحريرها من القواعد في مقابل إخضاعها لمستوى محاسبة أكبر». في نظام مدارس الامتياز، يكون للمدارس والإدارات المفردة قدرة أكبر على هيكل المناهج المتنوعة وبرامج المدارس التي تلقي بالمزيد من التركيز المخصص على كل طالب من الطلاب. وإلى حد كبير، شعر الطلاب وأولياء الأمور أن الطلاب «(قد حصلوا) على المزيد من الاهتمام الفردي في مدارس الامتياز بشكل أكبر مما كانوا يحصلون عليه في المدارس السابقة لهم». ونفس أولياء الأمور أولئك قالوا إنهم شعروا أن أطفالهم كانت لديهم القدرة على التعليم بشكل أكثر فاعلية، لأن المعلمين كانت لديهم قدرة أكبر على تعديل طرقهم لكي تتناسب مع نمط التعليم الفردي للطفل.
ومن بين الامتيازات الأخرى التي تتمتع بها مدارس الامتياز تأثيرها على مدى تنافسية السوق التعليمي. وقد أثبت بحث حديث أجرته وزارة التعليم الأمريكية أن مدارس الامتياز التطوعية توفر خيارات تعليمية أكبر وتساعد على خلق سوق تعليمية أكثر تنافسية مما يشجع كل المدارس على التحسن. ويظهر البحث الذي أجرته وزارة التعليم أن إنشاء وتضمين مدارس الامتياز في نظام المدارس قد أدى إلى إحداث تحسينات مرئية في نتائج الاختبارات وسلوكيات الطلبة في كل المدارس الموجودة في النظام الدراسي تقريبًا، سواء كانت تلك المدارس عامة أو خاصة أو امتيازًا أو أي شيء آخر.

## فصول تحديد المستوى المتقدمة
توفر مدارس الامتياز التطوعية، بما لا يدع مجالاً للشك، جانبًا واحدًا يساعد على تحسين نظام التعليم في كنتاكي. إلا أنه في حين أن مدارس الامتياز تفيد الطلاب من خلال خلق سوق تعليم أكثر تنافسية، إلا أننا لا نزال يجب أن نفكر في كيفية خلق الإصلاح الذي يعد طلاب كنتاكي بشكل أفضل لمرحلة التعليم ما بعد الثانوي، في حالة ما إذا قرروا متابعة التعليم. وتكمن إحدى الطرق التي يمكن من خلالها أن تحسن كل المدارس في كنتاكي من معاييرها التعليمية بشكل مطلق في تضمين فصول تحديد المستوى المتقدمة (أو AP). بشكل أكبر. وفصول تحديد المستوى المتقدمة تلك تتميز بمستوى أعلى من الصعوبة، بما يهدف إلى تجهيز طلاب المدارس الثانوية للتعليم ما بعد الثانوي. ويقول أحد مواقع الويب المخصصة للقبول في الكليات إن من بين أسباب أهمية فصول تحديد المستوى المتقدمة أنها تؤثر على مكاتب القبول في الكليات، وتساعد على تجهيز الطلاب بشكل أفضل للمناهج على مستوى الكليات، كما أنها تساعد الطلاب على اتخاذ قرارات أفضل بعد الدراسة في المدرسة الثانوية.
ومن خلال السجل الحافل بالمساعدة على تحسين الطلاب وإعدادهم بشكل أفضل للتعليم ما بعد الثانوي، تتم مناقشة فصول تحديد المستوى المتقدمة بشكل أكثر من خلال معلمي ومسئولي المدارس الثانوية في كنتاكي. وهذا الحوار المفتوح حول فصول تحديد المستوى المتقدمة يتسم بالأهمية الشديدة، حيث تظهر البيانات الحالية الواردة من مركز الطلبة الموهوبين في جامعة غرب كنتاكي أن "طلاب الكليات الذين لم يخضعوا لدورات فصول تحديد المستوى المتقدمة تكون فرصتهم بنسبة 33% فقط لإكمال إعادة تحويل درجة البكالوريوس.”  إلا أن درجة النجاح تلك تزيد أضعافًا مضاعفة عند تضمين دورات فصول تحديد المستوى المتقدمة للطلبة في التعليم في المدارس الثانوية في كنتاكي. ويعلن مركز الطلبة الموهوبين أن "طلاب الكليات الذين قاموا بإكمال دورة واحدة من دورات فصول تحديد المستوى المتقدمة تكون فرصتهم بنسبة 59% لإكمال الدرجات التي تحتاج إلى الدراسة على مدار أربع سنوات، في حين أن الطلبة الذين يدرسون دورتين أو أكثر من دورات فصول تحديد المستوى المتقدمة تزيد نسبة إكمال درجة البكالوريوس لديهم لتصل إلى 76 في المائة" (Switzer).
ولا تعد مؤسسات البحث هي الكيانات الوحيدة التي تدعم تضمين فصول دورات تحديد المستوى المتقدمة في مناهج المدارس الثانوية، ورغم ذلك، فإن أكبر المعضدين لزيادة عدد دورات فصول تحديد المستوى المتقدمة هم، في حقيقة الأمر، المعلمون الذين يكونون مسئولين عن قيادة تلك الفصول. ويرى فيكي شميت، وهو معلم للغة الإنجليزية والأدب في فصول تحديد المستوى المتقدمة في مدرسة جرين وود الثانوية (Greenwood High School) في باولينج جرين، كنتاكي إن فصول تحديد المستوى المتقدمة هي أفضل طريقة لإعداد الطلبة للتعليم في الكليات (Switzer). وحول الامتيازات التي تتيحها فصول تحديد المستوى المتقدمة للطلبة وللمعلمين في نفس الوقت، يقول شميت «تساعد فصول تحديد المستوى المتقدمة الطلاب على تعليم الأطفال الكيفية التي يفكرون بها. ويخبرني الطلبة أنه لا توجد أي فصول في المدارس الثانوية تعدهم للكلية باستثناء فصول تحديد المستوى المتقدمة» (Switzer). وفي مدرسة جرين وود الثانوية، حيث قام شميت بالتدريس على مدار 12 عامًا مضت، هناك حاليًا 14 فصلاً من فصول تحديد المستوى المتقدمة المتاحة للطلبة. ومع ذلك، فإن هذا الرقم أكبر بكثير من الأغلبية العظمى لمدارس كنتاكي، وهناك قدر أكبر من العمل يجب القيام به لجعل المدارس العامة في كنتاكي تشبه مدرسة جرين وود الثانوية بأكبر شكل ممكن. وبناءً على البحث الذي تم إجراؤه وعلى آراء العديد من المعلمين مثل شميت، يبدو أنه إذا قامت المزيد من المدارس بتضمين خيارات فصول تحديد المستوى المتقدمة في برامجها، يمكن أن يكون طلبة كنتاكي أكثر جاهزية للتعليم بعد الثانوي، وبالتالي يصبحون أعضاءً أكثر نجاحًا في المجتمع.

## سلطات أكبر لمراقبي المدارس المحلية
من بين أشكال إصلاح التعليم الأخرى التي يمكن أن تتطلب إجراءات تشريعية منح المزيد من السلطات للمراقبين. ومن بين تأثيرات قانون إصلاح التعليم في كنتاكي لعام 1990، يأتي إنشاء «المجالس المعتمدة على الموقع في كل مدرسة. . . (والتي) غالبًا ما تتكون من الناظر وثلاثة معلمين واثنين من أولياء الأمور». وتكون هذه المجالس المعتمدة على المواقع مسئولة عن تعيين كل النظار الجدد للمدارس التي تمثلها. إلا أن ويلسون سيرز، وهو المدير التنفيذي في اتحاد مراقبي المدارس في كنتاكي، يرى أن اعتماد قانون إصلاح التعليم في كنتاكي على تلك المجالس المعتمدة على الموقع لتعيين النظار أمر في غير محله. وبدلاً من ذلك، يرى سيرز أن المشرفين يجب أن تقع على عاتقهم مسئولية تعيين النظار، وقد قام بالحشد بلا كلل لمشروع القانون رقم 12 الذي صدر مؤخرًا عن مجلس الشيوخ، والذي ينص على أن يحل المراقبون بشكل مؤقت محل النظار الذين يتم فصلهم، كما يكون لهم صوت كذلك عند اختيار الناظر التالي (Croyle). ومثل سيرز، يعتقد أنتوني سترونج، مراقب مدارس مقاطعة كامبل (Campbell)، كذلك أن المراقبين يجب أن تكون لهم سلطات أكبر فيما يتعلق بتعيين الموظفين. ويقول استرونج «إن المراقب في مدرسة مقاطعة يشبه المدير التنفيذي في شركة من الشركات. . . ولم نسمع عن مدير تنفيذي ليس له رأي في كيفية تشغيل الإدارات المختلفة في شركته» (Croyle).
ويعد منح المراقبين سلطات أكبر فيما يتعلق باختيار نظار المدارس هو طريقة من بين الطرق المتبعة لزيادة الاستقلالية على مستوى مجالس المدارس المحلية. ومن بين الوسائل الأخرى لزيادة الاستقلالية المحلية توفير المزيد من السلطات للنظار ومسئولي المدارس على إنفاق الأموال والموارد التعليمية. ويرى أحد المرشحين لحكم كنتاكي في عام 2011، وهو ديفيد إل ويليامز، أن المديرين المحليين يجب أن يكون لهم «رأي أكبر في كيفية استخدام الأموال التي يتم توفيرها لهم لضمان حصول الأطفال على أفضل تعليم ممكن». وتأكيد ويليامز بأنه يجب أن يكون للنظار ومديري المدارس المحلية سلطات أكبر فيما يتعلق بتحديد كيفية إنفاق الأموال يدعمه بحث أجراه مركز اتحاد المحافظين القوميين لأفضل الممارسات. ويثبت بحث مؤسسة المحافظين القوميين أن «النظار يحتاجون إلى حرية التصرف من أجل توجيه الموارد ناحية المناهج والتعليم وخدمات الدعم بما يفي بالاحتياجات المحددة للطلاب». كما يقترح هذ البحث كذلك أن «سلطات الميزانيات غير المركزية هي عامل مساهم في تحقيق الفاعلية للمدارس» في المقام الأول في المدارس ذات الأداء المتميز والتي ترتفع فيها مستويات الفقر (Conklin and Smith, 1). ومع وضع هذا البحث في الاعتبار، يبدو أن منح المزيد من السلطات لمديري المدارس المحلية فيما يتعلق بتعيين الموظفين وتوزيع الميزانية يمكن أن يؤدي إلى المزيد من النجاح لنظام التعليم في كنتاكي بما يعم بالفائدة على الجميع.